# UFC 26
UFC 26: Ultimate Field Of Dreams è stato un evento di arti marziali miste tenuto dalla Ultimate Fighting Championship il 9 giugno 2000 al Five Seasons Events Center di Cedar Rapids, Stati Uniti.

## Retroscena
L'incontro per il titolo dei pesi massimi tra Kevin Randleman e Pedro Rizzo avrebbe dovuto svolgersi con l'evento UFC 24, ma un incidente nel pre-gara che vide Randleman scivolare e cadere malamente sul cemento del suolo fece sì che tale sfida venisse spostata.
Quella tra Jens Pulver e Joao Roque fu la prima gara in assoluto nella storia dell'UFC per la categoria dei pesi gallo, poi rinominati in "pesi leggeri".
Alex Andrade perse il proprio incontro Amaury Bitetti per squalifica, in quanto le regole delle arti marziali miste nello stato dello Iowa vietavano espressamente l'utilizzo dei calci nel caso in cui il lottatore fosse munito di scarpe: Andrade vestiva delle scarpe da lotta libera e calciò l'avversario per ben tre volte.

## Risultati

### Card preliminare
- Incontro categoria Pesi Leggeri:  Shonie Carter contro  Adrian Serrano

Carter sconfisse Serrano per decisione unanime.
- Incontro categoria Pesi Massimi:  Ian Freeman contro  Nate Schroeder

Freeman sconfisse Schroeder per sottomissione (colpi) a 2:13 del secondo round.

### Card principale
- Incontro categoria Pesi Gallo:  Jens Pulver contro  João Roque

Pulver sconfisse Roque per decisione unanime.
- Incontro categoria Pesi Leggeri:  Matt Hughes contro  Marcelo Aguiar

Hughes sconfisse Aguiar per KO Tecnico (ferita) a 4:34 del primo round.
- Incontro categoria Pesi Medi:  Amaury Bitetti contro  Alex Andrade

Bitetti vinse l'incontro per squalifica di Andrade (calci illegali) a 0:43 del secondo round.
- Incontro per il titolo dei Pesi Leggeri:  Pat Miletich (c) contro  John Alessio

Miletich sconfisse Alessio per sottomissione (armbar) a 1:43 del secondo round e mantenne il titolo dei pesi leggeri, poi rinominati in "pesi welter".
- Incontro categoria Pesi Medi:  Tyrone Roberts contro  David Dodd

Roberts sconfisse Dodd per decisione unanime.
- Incontro per il titolo dei Pesi Massimi:  Kevin Randleman (c) contro  Pedro Rizzo

Randleman sconfisse Rizzo per decisione unanime e mantenne il titolo dei pesi massimi.